# Mode ani

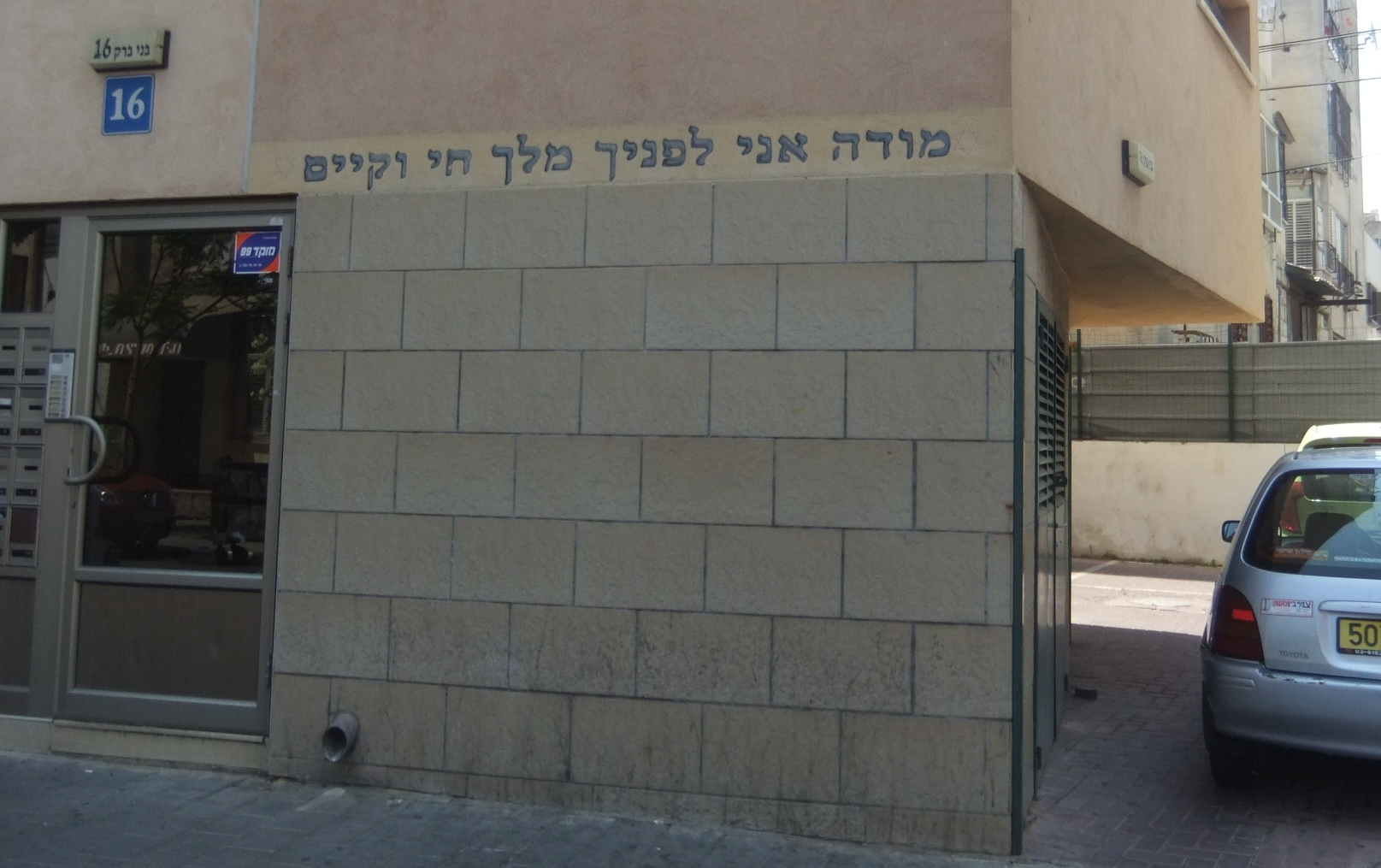
Żydowska modlitwa „Mode Ani” przy ulicy Bnei Brak w Tel Awiwie

Mode ani (hebr. ‏מודה אני‎) – modlitwa żydowska odmawiana przez Żydów zaraz po przebudzeniu, będąca podziękowaniem za możliwość przeżycia kolejnego dnia. Brzmi ona:
| Tekst po hebrajsku                                           | Transkrypcja polska                                                                              | Tłumaczenie na język polski                                                                                      |
| ------------------------------------------------------------ | ------------------------------------------------------------------------------------------------ | --- |
| מודה אני לפניך מלך חי וקיים שהחזרת בי נשמתי בחמלה רבה אמונתך | Mode ani le-fanecha, Melech Chaj we-Kajam, sze-hechzarta bi niszmati be-chemla. Raba emunatecha. | Dziękuję Tobie, Królu Żyjący i Wieczny, że w litości swojej zwróciłeś mi duszę moją. Wielka jest Twoja wierność. |

Tekst tej modlitwy nie pochodzi ani z Talmudu, ani z Szulchan Aruch. Zaświadczony jest w XVI-wiecznej książce Seder ha-jom autorstwa rabiego Mosze Ben Machira.